# Župnija Kromberk

Župnija Kromberk je rimskokatoliška teritorialna župnija dekanije Nova Gorica v škofiji Koper.

## Sakralni objekti[1][2]
V župniji Kromberk je Župnijska cerkev Device Marija, tolažnice žalostnih z dvema podružnicama:
- Podružnična cerkev sv. Trojice, Kromberk (pri Hrastu)
- Podružnična cerkev sv. Marije Magdalene, Loke.

Ob župnijski cerkvi v Kromberku ni pokopališča, pokopališči sta ob obeh podružničnih cerkvah. 
Vsebina članka je povzeta po dveh strokovnih člankih, objavljenih na spletišču, ki je bilo vzpostavljeno kot del aplikativnega raziskovalnega projekta Mapiranje urbanih prostorov slovenskih mest v zgodovinskem okviru. Modernistična Nova Gorica in njeni konteksti – Modmapng (Mapiranje modernistične Nove Gorice) , kjer so objavljene tudi fotografije. Nosilec projekta je bil Umetnostnozgodovinski inštitut Franceta Steleta ZRC SAZU. Projekt je financirala Javna agencija za raziskovalno dejavnost Republike Slovenije, sofinancerja sta bila Mestna občina Nova Gorica in Slovenska akademija znanosti in umetnosti. Trajal je od 1. maja 2017 do 30. aprila 2020. Besedilo je kopirano zato, ker bi se lahko pripetilo, da se projektni portal ukine.

### Župnijska cerkev Device Marija, tolažnice žalostnih
"Temeljni kamen za gradnjo predhodnice današnje cerkve je bil položen 5. maja 1869 na zemljišču, ki ga je daroval grof Coronini. Cerkev je bila dokončana leta 1872, že leto prej pa se je v njej opravljalo bogoslužje. Med 1. SV je bilo na območju Kromberka bojišče Soške fronte in je bila cerkev leta 1916 močno poškodovana. Prvotna cerkev je za razliko od sedanje imela zvonik prizidan k prezbiteriju, ki je bil enako širok kakor ladja in se je najverjetneje ravno zaključeval, stene pa so predirala visoka polkrožno zaključena okna. Po vojni so si domačini najprej postavili začasno cerkev v obliki barake, ki so jo prizidali k stavbi župnišča. Vinko Vodopivec (1878–1952), tedanji kromberški vikar, je 29. junija 1920 na okrajno sodnijo v Gorici naslovil prošnjo, naj komisija ugotovi med vojno povzročeno škodo. Še istega leta so z vojno odškodnino v višini 300.000 lir začeli zidati današnjo cerkev, ki je bila dokončana leta 1926, posvečena pa 8. septembra naslednjega leta. Sodeč po načrtih, ki jih hrani župnijski arhiv Kromberk, je pri realizaciji cerkve prišlo do nekaterih sprememb. Prvotno je bila zamišljena z zvonikom, prizidanim k tristrano sklenjenemu prezbiteriju, brez zakristije, na fasadi nad portalom bi imela triforo, stene ladje v notranjščini pa bi bile členjene s pilastri, povezanimi s polkrožnimi loki, in predrte s polkrožnimi okni. Današnja cerkev po zasnovi močno spominja na cerkev sv. Petra v Šempetru pri Gorici, ki je bila leta 1929 sezidana po načrtih arhitekta Maksa Fabianija (1865–1962), zato obstaja možnost, da je isti arhitekt pripravil načrte tudi za cerkev Device Marije v Kromberku.
"Pravilno orientirano cerkev v tlorisu sestavljajo pravokotna ladja, nekoliko ožji, polkrožno sklenjen prezbiterij in ob njunem stiku na južni strani prizidana pritlična zakristija. Vzhodno od prezbiterija je prostostoječi zvonik kvadratnega tlorisa. Zunanjščino, delno grajeno iz rdeče opeke, delno pa prekrito z belim in rumenkastim ometom, členijo neoromanski arhitekturni elementi. Fasado poudarja stopnjevani portal, ki ga je v luneti nekdaj krasila slika umetnice Emme Galli (1893–1982), sedaj pa je vanjo vstavljen mozaik s podobo Marije, delo primorskega slikarja in restavratorja Rafaela Nemca (1914–1993). V osi nad portalom je rozeta, nad katero se dviguje z ločnim frizom obrobljeno trikotno čelo. Stene ladje so členjene s po štirimi lizenami, ki prekinjajo ločni friz in steno delijo na tri enako velika polja, predrta s preobokanimi trifornimi okni. V zakristijo vodi preprost vhod, osvetljujejo pa jo eno manjše pravokotno in dve večji polkrožni okni, zgoraj poudarjeni z lokom iz opeke. Steno prezbiterija predirata nekoliko ožji polkrožni okni. Prostostoječi zvonik je členjen s pravokotnim vhodom, polkrožnimi linami, v vrhnjem nadstropju pa ga na vseh štirih straneh odpirajo biforne zvonove line."
V notranjščini so stene ladje členjene enako kakor na zunanjščini, le da so lizene na vogalih polovične, poleg tega pa so tudi rahlo profilirane in obdelane z rustiko. Strop ladje je kasetiran, grajen iz lesenih prečnikov, med katere so vstavljene kvadratne eternitne plošče, poslikane z vegetabilnimi ornamenti, medtem ko je prezbiterij banjasto obokan in predeljen z gladko oprogo.
V cerkvi so trije podobno zasnovani neoromanski oltarji, vsi iz časa po prvi svetovni vojni, ko je bila cerkev na novo zgrajena in opremljena. Veliki oltar tabernakeljskega tipa, ki je po dimenzijah nekoliko premajhen za prezbiterij, je posvečen Materi Božji. Sodeč po ohranjenih fotografijah, je bil v stari cerkvi pred vojno postavljen precej večji veliki oltar s sliko Marije, tolažnice žalostnih, delom dunajskega slikarja Josefa Kastnerja mlajšega (1844–1923), ki je bila pred vojnim razdejanjem zaščitena in prepeljana v Cerknico na Notranjskem. Danes je slika v tronu desnega stranskega oltarja; pred vojno je bil ta oltar posvečen nadangelu Gabrijelu, najverjetneje kot spomin na podružnično cerkev sv. Gabrijela, ki je nekoč stala na isto imenovanem hribu nad Kromberkom. V levem stranskem oltarju, posvečenemu Srcu Jezusovemu, visi slika v Gorici delujoče umetnice Emme Galli iz leta 1937. Slikarkina plodovita produkcija sakralne umetnosti je bila povezana predvsem s povojno obnovo cerkva."

### Podružnična cerkev sv. Trojice
"Pokopališka cerkev, posvečena sveti Trojici, je podružnica župnije Kromberk. V virih se prvič omenja že leta 1570. Med domačini je bila včasih znana tudi kot Bela cerkev ali Bela nedelja; ljudsko poimenovanje izhaja iz liturgičnega leta Rimskokatoliške cerkve, po katerem praznik sv. Trojice, ki sledi binkoštim, zaznamuje zaključek velikonočnih praznikov in je zadnji dan, ko se pri bogoslužju uporablja bela barva.
Cerkev je bila med prvo svetovno vojno porušena, zato lahko o njeni podobi sklepamo le iz ohranjenega fotografskega in arhivskega gradiva. Iz popisa vojne škode, ki je nastal leta 1921, je razvidno, da so nekdaj cerkev v tlorisu sestavljali vhodna lopa, pravokotna ladja, enako kot ladja širok ravno zaključen prezbiterij in k južni steni prezbiterija prizidana pravokotna zakristija. Fasada je bila členjena s portalom s trikotnim zatrepom, nad njim je bilo okroglo okno, iz trikotnega čela pa se je dvigala zvončnica z dvema linama za zvonove. Pred vhodom je stala križno obokana vhodna lopa. Po opisih sodeč je cerkev imela preprosto notranjščino z odprtim poslikanim ostrešjem, stene so bile prekrite z belim ometom, medtem ko je bil prezbiterij bogatejše poslikan. Opremljena je bila s tremi marmornatimi baročnimi oltarji. Veliki oltar z dvema paroma marmornih stebrov, tabernakljem in  kipom sv. Trojice v atiki je stal v prezbiteriju, stranska oltarja pa sta bila postavljena ob slavoločno steno. Po vizitacijah goriškega nadškofa Carla Mihaela Attemsa iz leta 1750, kjer se cerkev omenja kot podružnica solkanske župnije, je imela še štiri oltarje: poleg velikega oltarja sv. Trojice stranska oltarja, posvečena sv. Jakobu in sv. Luciji, ter oltar Marije Device, tolažnice žalostnih, ki je do prepovedi stal zunaj cerkve na pokopališču.
Današnja cerkev je bila z vojno odškodnino zgrajena leta 1926 in je zasnovana nekoliko drugače. Proti jugovzhodu obrnjeno cerkev sestavljajo pravokotna ladja, ožji pravokoten prezbiterij z apsido, na južni strani pa je ob stiku ladje in prezbiterija pravokotna pritlična zakristija. Na zunanjščini so arhitekturni elementi poudarjeni s pasovi iz opeke, preostali del pa je prekrit z ometom. V srednji osi fasade, ki jo ob straneh zamejujeta lizeni, je polkrožno oblikovan portal, nad katerim se pne prekinjen trikotni nadstrešek. Fasado zaključuje prav tako prekinjeno trikotno čelo, pod kraki katerega sta na kvadratno opečnato podlago vstavljena križa. Iz čela raste delno ometana opečnata zvončnica z dvema linama za zvonove. Bočni steni ladje členita po dve visoki polkrožni okni, na vogalih pa sta tik pod venčnim zidcem križa, enaka tistima na fasadi. Severno in južno steno pravokotnega dela prezbiterija predira po eno lunetno okno, medtem ko polkrožna apsida ni členjena. V zakristijo vodi z zahoda preprost pravokoten vhod, njeno južno steno pa odpira pokončno pravokotno okno, zaprto s kovano mrežo.
Cerkev ima preprosto notranjščino. Skozi portal se vstopi v podkorje z ravnim stropom, ki ga nosita para kamnitih toskanskih stebrov. Celotno ladjo tik pod ravnim stropom obteka stopničasto profilirano ogredje. Ladjo in prezbiterij povezuje slavolok, sestavljen iz toskanskih pilastrov, ki ju povezuje polkrožna arkada s profilirano obrobo. Ravnostropni prezbiterij se nadaljuje v polkupolasto obokano apsido, ob straneh prav tako zamejeno s toskanskima pilastroma, med katerima se pne gladka polkrožna arkada s temenskim kamnom, na katerem je vklesan Marijin monogram. Stene in stropi cerkve so okrašeni z okvirji iz štuka, ki so dekorirani z akantovjem in listi vinske trte. Danes ima cerkev le en v neoklasicističnem slogu oblikovan oltar, v tronu katerega se nahaja slika sv. Trojice iz leta 1930, delo Clementa del Nerija. Ob stiku apside in prezbiterija sta na konzoli postavljena polihromirana lesena kipa sv. Katarine in sv. Lucije. Na severni steni ladje visi šilasto sklenjena slika sv. Katarine, ki jo je po Caravaggiu  kopiral Bruno Tausani. Preostala oprema je last pravoslavne skupnosti v Novi Gorici, ki cerkev trenutno uporablja.
Na pokopališču je nagrobnik kromberškega župnika in skladatelja Vinka Vodopivca (1878–1952)."

## Sakralni objekti
- - župnijska cerkev
- - podružnica
- - podružnica